# Manual (klaviatur)

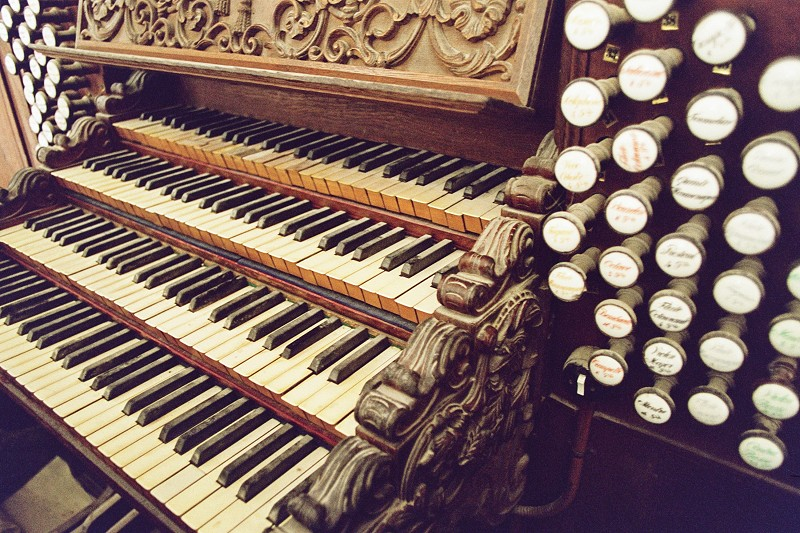
Orgelklaviatur med fyra manualer.

Manual eller manualklaviatur (jämför senlatinets manualis "som avser handen", "hand-" och latinets manus "hand") är klaviatur på ett klaverinstrument, till exempel orgel, som spelas med händerna. Ordet används särskilt när det finns flera rader klaviatur ovanför varandra; varje sådan rad är en manual.